# Can Batlle (Camprodon)
Mas catalogat en l'Inventari del Patrimoni Arquitectònic de Catalunya, situat a Beget, municipi de Camprodon, comarca del Ripollès tot i que geogràficament està situat a l'Alta Garrotxa. S'hi pot arribar sortint de Beget en direcció Oix i prenent el camí que surt en direcció est just abans que la carretera travessi la riera de Beget.

## Descripció
Conjunt arquitectònic format per dos masos de grans dimensions amb altres elements adossats: coberts, pallisses i l'era, que s'articulen entorn a ells. El més important, tant per la seva mida com per les seves característiques constructives, Can Batlle 1 te teulada a dues aigües, amb el carener descentrat, paral·lel a la porta principal, que es troba orientada cap a llevant.En aquesta mateixa façana es troben altres obertures. La façana de migdia consta de planta baixa i dos pisos. La planta baixa te tres portes rematades per sengles arcs; el primer pis té una balconada de ferro que va de banda a banda, i el segon pis te dues grans obertures també rematades per arcs, i un petit porxat. A la banda de llevant d'aquest edifici, es troba l'altre mas, Can Batlle 2. La porta d'entrada, a la qual s'accedeix per una escala de pedra, s'orienta cap a l'oest. A la planta baixa de la façana sud hi les portes per accedir a la cort, i las dos pisos superiors s'observen nombroses finestres, mentre que les façanes est i nord no presenta cap obertura.